# Miloš Pajković
Miloš Pajković, črnogorski general, * 13. april 1915, † ?.

## Življenjepis
Leta 1935 je postal član KPJ; zaradi revolucionarnega delovanja je bil večkrat zaprt. Leta 1941 je bil eden od organizatorjev NOVJ v Črni gori. Med vojno je bil politični komisar več enot.
Po vojni je bil nameščen v Politični upravi JLA, Zgodovinskem inštitutu JLA,...